# George Bello
George Oluwaseun Bello (Abuja, 22 de janeiro de 2002) é um futebolista nigeriano-estadunidense que atua como lateral-esquerdo. Atualmente defende o LASK, da Áustria.

## Carreira
Nascido em Abuja, Bello mudou-se para Douglasville, no estado da Geórgia, quando tinha um ano de idade. Nas categorias de base, defendeu Southern Soccer Academy (afiliado ao Chelsea) e Alpharetta Ambush até 2016, quando ingressou nos juniores do Atlanta United, assinando seu primeiro contrato profissional em junho de 2017 que iniciaria 6 meses depois. A estreia do lateral-esquerdo foi em março de 2018 contra o Charlotte Independence, atuando pelo time B, no empate por 2 a 2.
Seu primeiro jogo no time principal do Atlanta foi contra o D.C. United, substituindo Héctor Villalba na derrota por 3 a 1, e seu primeiro gol foi contra o New England Revolution, em outubro. O Atlanta United venceu por 2 a 1.
Em janeiro de 2022, após 59 partidas e 3 gols pelo Atlanta United, Bello foi anunciado como novo jogador do Arminia Bielefeld. Os valores da transferência não foram revelados.

## Carreira internacional
Com passagem pelas seleções de base dos Estados Unidos, Bello estreou pelo time principal num amistoso contra Trinidad e Tobago, em janeiro de 2021. Foi também o quarto nigeriano a defender os Yankees e o primeiro desde 2009, quando Ugo Ihemelu atuou pela segunda vez pelo time (havia sido convocado pela primeira vez em 2006).
Ele ainda foi convocado por Gregg Berhalter para a Copa Ouro da CONCACAF, sendo um dos 2 jogadores nascidos em 2002 (juntamente com Gianluca Busio), jogando 2 partidas na campanha do título, contra Martinica (jogou os 90 minutos como titular) e a decisão contra o México (65 minutos em campo).

## Títulos
Atlanta United
- MLS Cup: 2018
- Lamar Hunt U.S. Open Cup: 2019
- Campeones Cup: 2019

Seleção Estadunidense
- Copa Ouro da CONCACAF: 2021

### Individuais
- MLS All-Star: 2021[9]